# Происшествие с MD-11 около Алеутских островов
Происшествие с MD-11 около Алеутских островов — авиационное происшествие, произошедшее ночью 6 апреля 1993 года. Авиалайнер McDonnell Douglas MD-11 авиакомпании China Eastern Airlines выполнял плановый межконтинентальный рейс MU583 по маршруту Пекин—Шанхай—Лос-Анджелес, но через несколько часов после вылета из Шанхая, во время полёта над Тихим океаном, внезапно 1 раз перешёл в самопроизвольный резкий набор высоты и 2 раза перешёл в самопроизвольное пикирование. Через 2 часа и 19 минут экипаж посадил повреждённый самолёт на авиабазе ВВС США Шемья на одноимённом острове. Из находившихся на его борту 255 человек (235 пассажиров и 20 членов экипажа) погибли 2, ещё 156 получили ранения различной степени тяжести.

## Самолёт
McDonnell Douglas MD-11 (регистрационный номер B-2171, заводской 48495, серийный 461) был выпущен в мае 1991 года. 24 мая того же года был передан авиакомпании China Eastern Airlines. Оснащён тремя турбовентиляторными двигателями Pratt & Whitney PW4460. На день происшествия совершил 1571 цикл «взлёт-посадка» и налетал 4810 часов.

## Экипаж
Состав экипажа рейса MU583 был таким:
- Командир воздушного судна (КВС) — 42-летний Лю Цзяньпин (англ. Liu Jianping, кит. 刘建平). Опытный пилот, был квалифицирован на пилота Ил-14, Hawker Siddeley Trident, Airbus A310, Airbus A300-600R и McDonnell Douglas MD-11. Налетал 8535 часов, 1341 из них на MD-11.
- Второй пилот — 43 года, опытный пилот, был квалифицирован на пилота Ил-14, Ан-24, BAe 146 и McDonnell Douglas MD-11. Налетал 9714 часов, 199 из них на MD-11.
- Бортинженер — 41-летний Лю Ляньсин (англ. Liu Lianxing, кит. 刘连兴). Был квалифицирован на пилота Airbus A310 и бортинженера Hawker Siddeley Trident, Airbus A300-600R и McDonnell Douglas MD-11. Налетал 9892 часа.

Также на борту самолёта находился сменный экипаж из 5 человек.
В салоне самолёта работали 12 стюардесс во главе со старшей стюардессой Ван Япин (англ. Wang Yaping, кит. 王亚平).

## Хронология событий
В 01:10 HST рейс MU583 летел над Тихим океаном со скоростью 1028 км/ч, выполняя перелёт из Шанхая в Лос-Анджелес (первый отрезок маршрута (Пекин—Шанхай) прошёл без происшествий), когда один из пилотов случайно выпустил предкрылки. Автопилот отключился, лайнер попал в сложное пространственное положение и сначала резко пошёл в набор высоты, а затем 2 раза резко перешёл в самопроизвольное пикирование, при этом потеряв 1500 метров высоты, прежде чем экипаж смог стабилизировать лайнер. Командир объявил об аварийной посадке из-за травм пассажиров. В 03:29 HST рейс MU583 совершил аварийную посадку на авиабазе ВВС США Шемья на Алеутских островах, которая находилась в 1760 километрах.
Из 235 пассажиров и 20 членов экипажа 60 были госпитализированы, 2 в конечном счёте скончались. Из 8 пилотов 3 получили серьёзные травмы, остальные 5 не пострадали. Из 12 стюардесс 8 не пострадали, а 4 получили ранения. Из выживших пассажиров 84 не пострадали, 96 получили лёгкие травмы и 53 — серьёзные травмы. К 24 апреля 1993 года все выжившие пассажиры, кроме трёх, были выписаны из больницы.

## Расследование
Расследование причин происшествия с рейсом MU583 проводил Национальный совет по безопасности на транспорте (NTSB).
Окончательный отчёт расследования был опубликован 27 октября 1993 года.

## Последствия происшествия
- После происшествия McDonnell Douglas MD-11 B-2171 был отремонтирован и продолжил эксплуатироваться авиакомпанией China Eastern Airlines. В январе 2004 года был переделан из пассажирского в грузовой (MD-11F) и перешёл в China Eastern Airlines Cargo, грузовое подразделение China Eastern Airlines[1]. В марте 2005 года был передан авиакомпании China Cargo Airlines, а 30 июля 2010 года был куплен авиакомпанией Sky Lease Cargo, в которой его б/н сменился на N951AR[1]. 7 августа 2014 года был списан[1].
- Авиакомпания China Eastern Airlines по-прежнему использует номер рейса MU583 на маршруте Шанхай—Лос-Анджелес, но при этом рейс выполняется из шанхайского аэропорта Пудун и по нему летает Boeing 777[7].

## Культурные аспекты
Происшествие с рейсом 583 China Eastern Airlines показано в 25 сезоне канадского документального телесериала Расследования авиакатастроф в серии Хаос в кабине (не путать с одноимённой серией 9 сезона).